# Élothach mac Fáelchon
Élothach mac Fáelchon (mort vers 734) est un roi des  Uí Cheinnselaig du sud Leinster. Il est le petit-fils d'un souverain précédent Fáelán mac Síláin et un membre du sept Síl Fáelchán de cette lignée du Laigin.

## Contexte
Il est mentionné comme le successeur de  Laidcnén mac Con Mella (mort en 727) sur la Liste de Rois du  Livre de Leinster qui lui accorde un règne de sept années soit vers 727-734. Cependant son successeur Áed mac Colggen (mort en 738) du Sil Chormaic est actif dans les annales en 732 lorsqu'il mène les armées du sud Leinster contre le Munster. Élothach est défait et tué lors de la bataille de Oenbethi par son successeur Áed mac Colggen.
Il est à l'origine d'un sept connu sous le nom de Síl nÉladaig qui donnera son nom à la baronnie de Shillelagh dans le comté de Wicklow.

## Sources
- Annales d'Ulster sur  at University College Cork
- (en) Gearoid Mac Niocaill (1972), Ireland before the Vikings, Dublin: Gill and Macmillan
- Livre de Leinster, Rig Hua Cendselaig sur  at University College Cork